# Jurij Kowalenko
Jurij Mykolajowitsch Kowalenko (ukrainisch Ю́рій Микола́йович Ковале́нко; * 5. April 1967 in Schewtschenkowe, Ismajil) ist ein ukrainischer Schauspieler und Synchronsprecher.

## Leben und Wirken
Jurij Kowalenko wuchs in der Kleinstadt Schewtschenkowe (Ismajil) in der Oblast Odessa auf.
Er absolvierte eine professionelle Schauspielausbildung in Kiew. Seit 1995 ist er als Schauspieler in Filmen und Fernsehserien zu sehen. Er wirkt vereinzelt auch auf der Theaterbühne mit.
Kowalenko ist auch als Synchronsprecher aktiv. So lieh er unter anderem von 2004 bis 2021 den fünf verschiedenen Charakteren Abraham Simpson, Ned Flanders, Moe Szyslak, Kent Brockman und Cletus Spuckler in der Zeichentrickserie Die Simpsons sowie auch in Die Simpsons – Der Film in ukrainischer Sprache seine Stimme.